# Liste des conseillers généraux de la Haute-Vienne
Cet article dresse la liste des conseillers généraux de la Haute-Vienne jusqu'en 2015. À partir de cette date, voir Liste des conseillers départementaux de la Haute-Vienne.

## Mandature 2011-2015

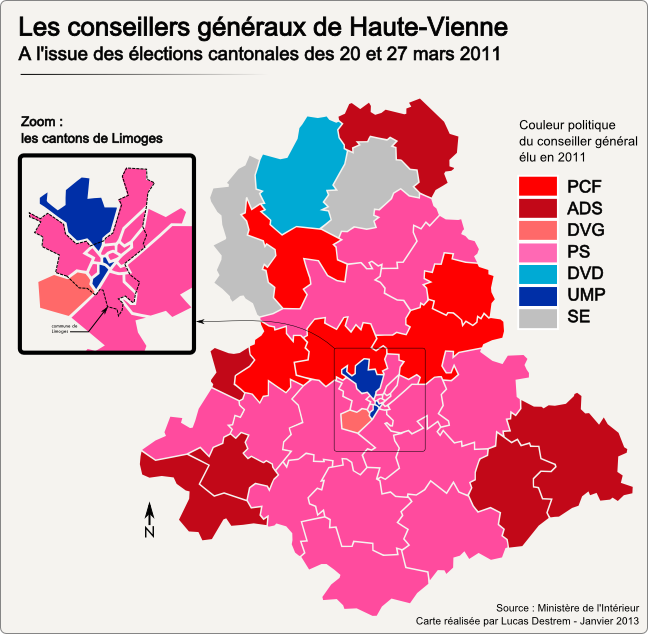
Carte des cantons à l'issue des élections cantonales de 2011

| Parti                                | Sigle | Sigle | Élus |
| ------------------------------------ | ----- | ----- | ---- |
| Majorité (37)                        |       |       |      |
| Parti Socialiste                     |       | PS    | 24   |
| Alternative Démocratie Socialisme    |       | ADS   | 6    |
| Parti Communiste Français            |       | PCF   | 5    |
| Divers Gauche                        |       | DVG   | 1    |
| Sans étiquette                       |       | SE    | 1    |
| Opposition (5)                       |       |       |      |
| Union pour un Mouvement Populaire    |       | UMP   | 2    |
| Divers Droite                        |       | DVD   | 1    |
| Sans étiquette                       |       | SE    | 1    |
| Union des Démocrates et Indépendants |       | UDI   | 1    |
| Président du Conseil général         |       |       |      |
| Marie-Françoise Pérol-Dumont (PS)    |       |       |      |

### Composition de l'exécutif
- Présidente : Marie-Françoise Pérol-Dumont
- 1er vice-président : Bernard Brouille (Économie - Affaires générales - Relations internationales)
- 2e vice-présidente : Monique Plazzi (Solidarité - Insertion - Enfance - Famille)
- 3e vice-président : Gérard Granet (Personnes âgées - Personnes handicapées)
- 4e vice-présidente : Isabelle Briquet (Logement - Urbanisme - Bâtiments départementaux)
- 5e vice-président : Jean-Jacques Dubouchaud (Finances - Personnel)
- 6e vice-président : Jean-Claude Leblois (Infrastructures - Transports)
- 7e vice-présidente : Annick Morizio (Culture - Éducation - Jeunesse)
- 8e vice-président : Patrick Servaud (Vie associative - Sports)
- 9e vice-président : Michel Fages (Agriculture - Développement durable - Tourisme)
- 10e vice-président : Laurent Lafaye (Politiques territoriales)

### Conseillers généraux
| Canton                               | Circ | Conseiller général           | Parti | Série |
| ------------------------------------ | ---- | ---------------------------- | ----- | ----- |
| Arrondissement de Bellac             |      |                              |       |       |
| Canton de Bellac                     | 3    | Claude Peyronnet             | PCF   | 2011  |
| Canton de Bessines-sur-Gartempe      | 3    | Bernard Brouille             | PS    | 2008  |
| Canton de Châteauponsac              | 3    | Gérard Lamardelle            | PS    | 2011  |
| Canton du Dorat                      | 3    | Yvonne Jardel                | DVD   | 2008  |
| Canton de Magnac-Laval               | 3    | Josiane Demousseau           | SE    | 2011  |
| Canton de Mézières-sur-Issoire       | 3    | Jean-Claude Bonnet           | SE    | 2008  |
| Canton de Nantiat                    | 3    | Stéphane Veyriras            | PS    | 2008  |
| Canton de Saint-Sulpice-les-Feuilles | 3    | Jean-Pierre Drieux           | ADS   | 2011  |
| Arrondissement de Limoges            |      |                              |       |       |
| Canton d'Aixe-sur-Vienne             | 2    | Patrick Servaud              | PS    | 2011  |
| Canton d'Ambazac                     | 1    | Josette Libert               | PCF   | 2011  |
| Canton de Châlus                     | 2    | Jean-Claude Peyronnet        | PS    | 2008  |
| Canton de Châteauneuf-la-Forêt       | 1    | Thierry Lafarge              | ADS   | 2008  |
| Canton d'Eymoutiers                  | 1    | Michel Ponchut               | ADS   | 2011  |
| Canton de Laurière                   | 3    | Christian Trentalaud         | PCF   | 2008  |
| Canton de Limoges-Beaupuy            | 3    | Marie-Françoise Pérol-Dumont | PS    | 2008  |
| Canton de Limoges-Carnot             | 1    | Sandrine Rotzler             | PS    | 2011  |
| Canton de Limoges-Centre             | 1    | Alain Marsaud                | UMP   | 2008  |
| Canton de Limoges-Cité               | 1    | Claude Bourdeau              | PS    | 2008  |
| Canton de Limoges-Condat             | 2    | Annick Morizio               | PS    | 2008  |
| Canton de Limoges-Corgnac            | 3    | Jean-Jacques Dubouchaud      | PS    | 2008  |
| Canton de Limoges-Couzeix            | 3    | Marie-Claude Lainez          | UDI   | 2011  |
| Canton de Limoges-Émailleurs         | 2    | Raymond Archer               | UMP   | 2011  |
| Canton de Limoges-Grand-Treuil       | 1    | Stéphane Destruhaut          | PS    | 2008  |
| Canton de Limoges-Isle               | 3    | Gilles Bégout                | DVG   | 2011  |
| Canton de Limoges-La Bastide         | 1    | Gérard Granet                | PS    | 2011  |
| Canton de Limoges-Landouge           | 3    | Francis Barret               | PS    | 2008  |
| Canton de Limoges-Le Palais          | 1    | Isabelle Briquet             | PS    | 2011  |
| Canton de Limoges-Panazol            | 1    | Laurent Lafaye               | PS    | 2011  |
| Canton de Limoges-Puy-las-Rodas      | 3    | Gülsen Yildirim              | PS    | 2011  |
| Canton de Limoges-Vigenal            | 1    | Pierre Lefort                | PS    | 2011  |
| Canton de Nexon                      | 2    | Daniel Faucher               | PS    | 2011  |
| Canton de Nieul                      | 3    | Nancette Mazière             | PCF   | 2008  |
| Canton de Pierre-Buffière            | 2    | Jean-Louis Nouhaud           | PS    | 2008  |
| Canton de Saint-Germain-les-Belles   | 2    | Marc Ditlecadet              | PS    | 2011  |
| Canton de Saint-Léonard-de-Noblat    | 1    | Jean-Claude Leblois          | PS    | 2011  |
| Canton de Saint-Yrieix-la-Perche     | 2    | Monique Plazzi               | PS    | 2008  |
| Arrondissement de Rochechouart       |      |                              |       |       |
| Canton d'Oradour-sur-Vayres          | 2    | Guy Baudrier                 | ADS   | 2008  |
| Canton de Rochechouart               | 2    | Michel Fages                 | PS    | 2008  |
| Canton de Saint-Junien-Est           | 2    | Marc Riffaud                 | PCF   | 2011  |
| Canton de Saint-Junien-Ouest         | 2    | Pierre Allard                | ADS   | 2008  |
| Canton de Saint-Laurent-sur-Gorre    | 2    | Yves Raymondaud              | PS    | 2011  |
| Canton de Saint-Mathieu              | 2    | Claude Pauliat               | ADS   | 2008  |